# جو ديكسون (لاعب كرة قدم)
جو ديكسون (بالإنجليزية: Joe Dickson)‏ (31 يناير 1934 في المملكة المتحدة - 1990) هو لاعب كرة قدم بريطاني في مركزي مهاجم داخلي والهجوم. لعب مع أكسفورد يونايتد ونادي ليفربول.